# 穗花爵床
穗花爵床（学名：Justicia comata）为爵床科尖尾凤属下的一个种。